# Melongena
Melongena là một chi ốc biển, là động vật thân mềm chân bụng sống ở biển trong họ Melongenidae.

## Các loài
Các loài thuộc chi Galeodes bao gồm:
- Galeodes paradisaica[4]

## Hình ảnh

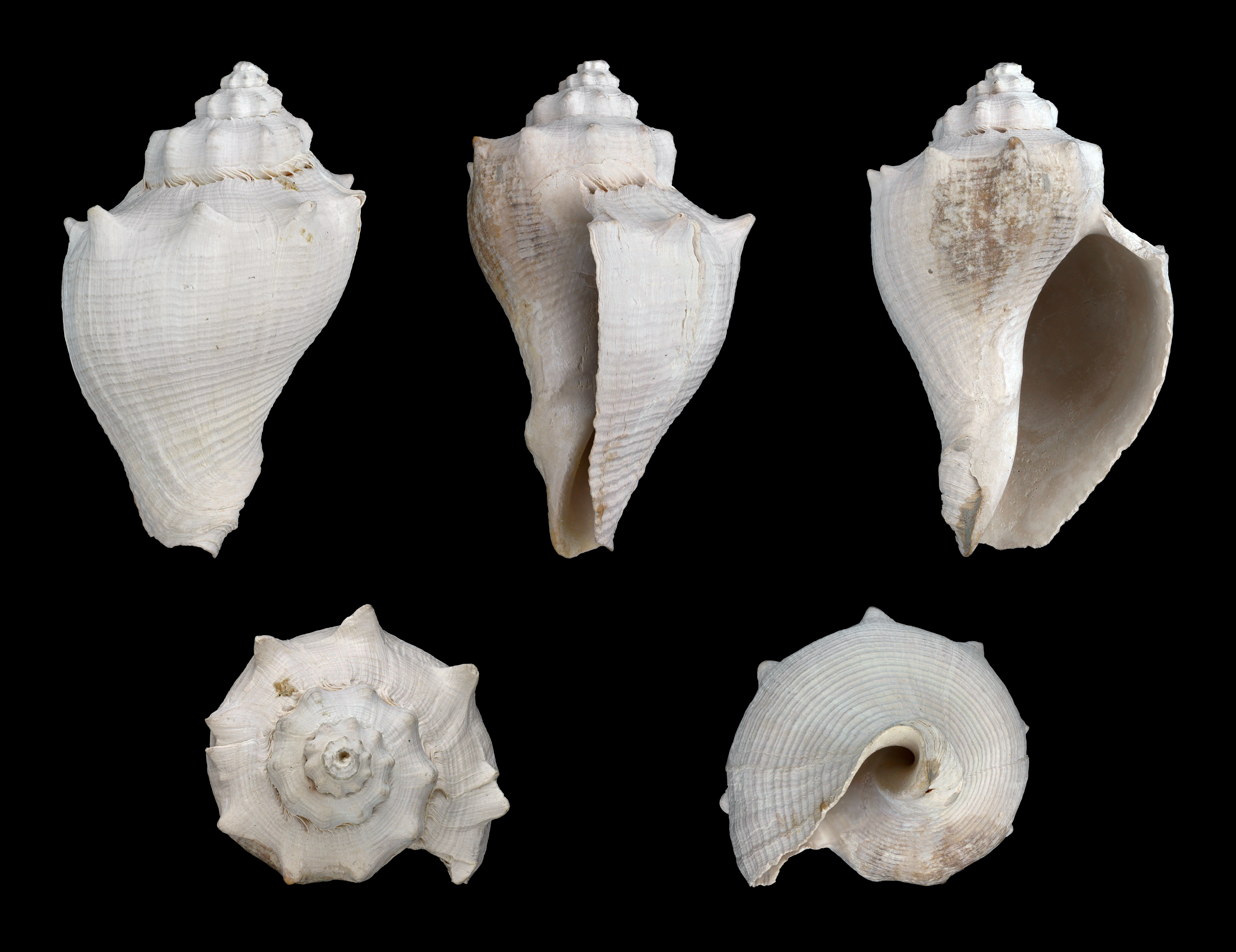
Melongena caloosahatcheensis
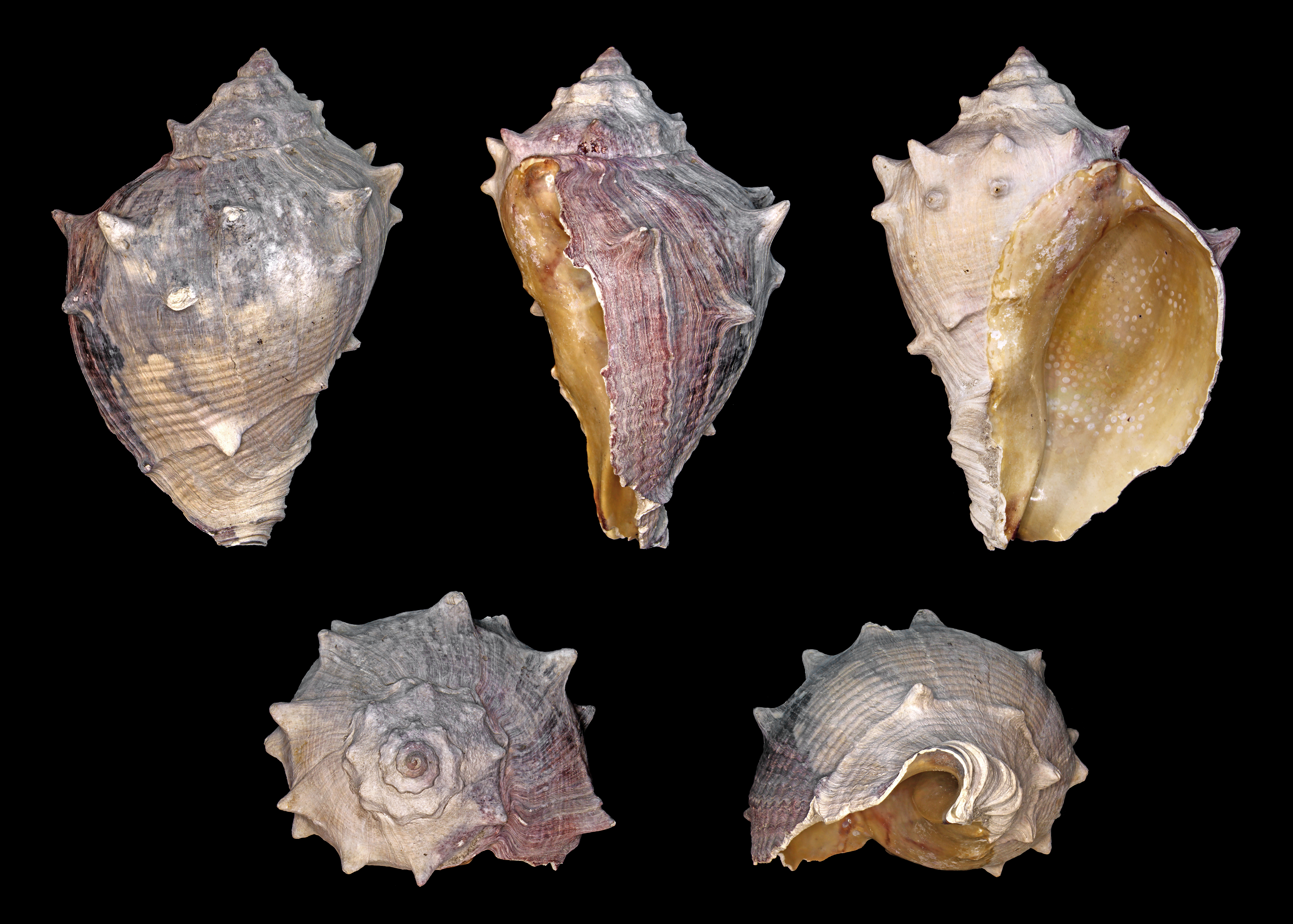
Melongena consors
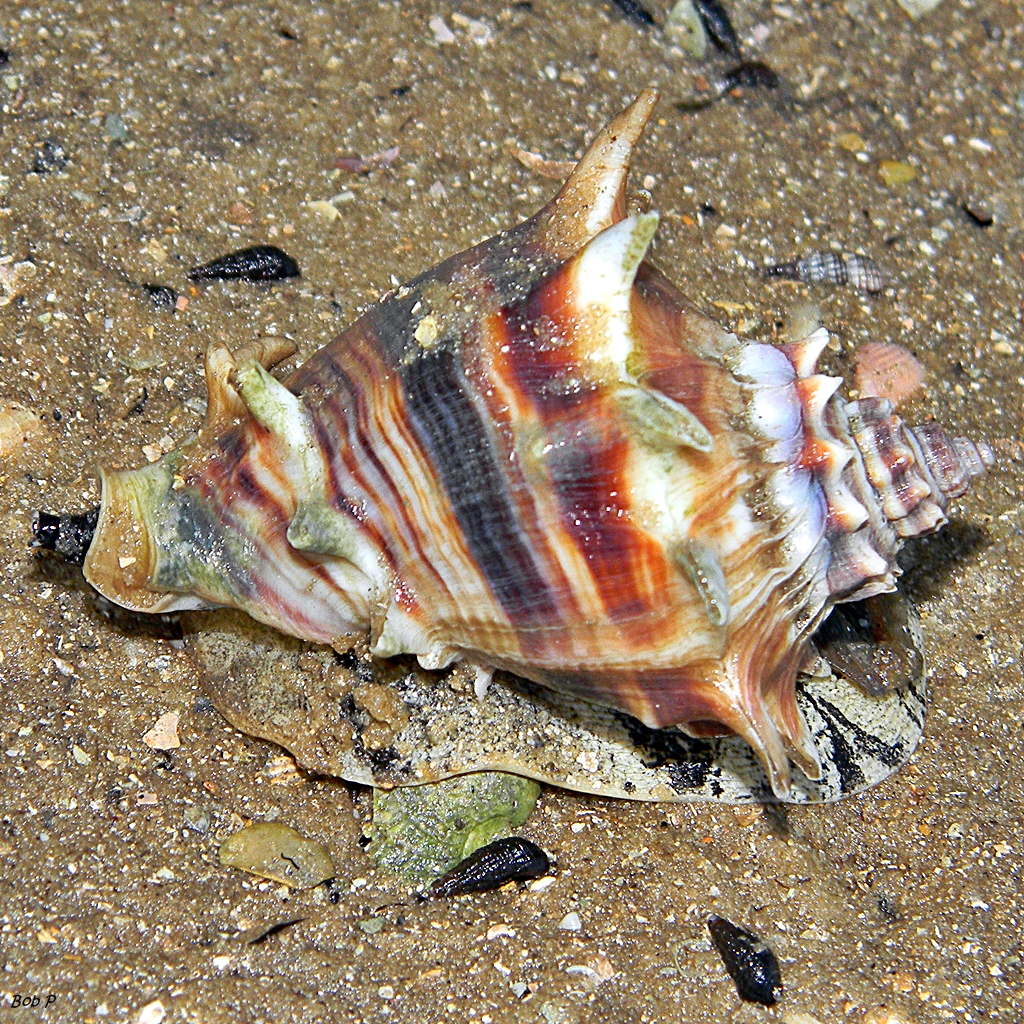
Melongena corona
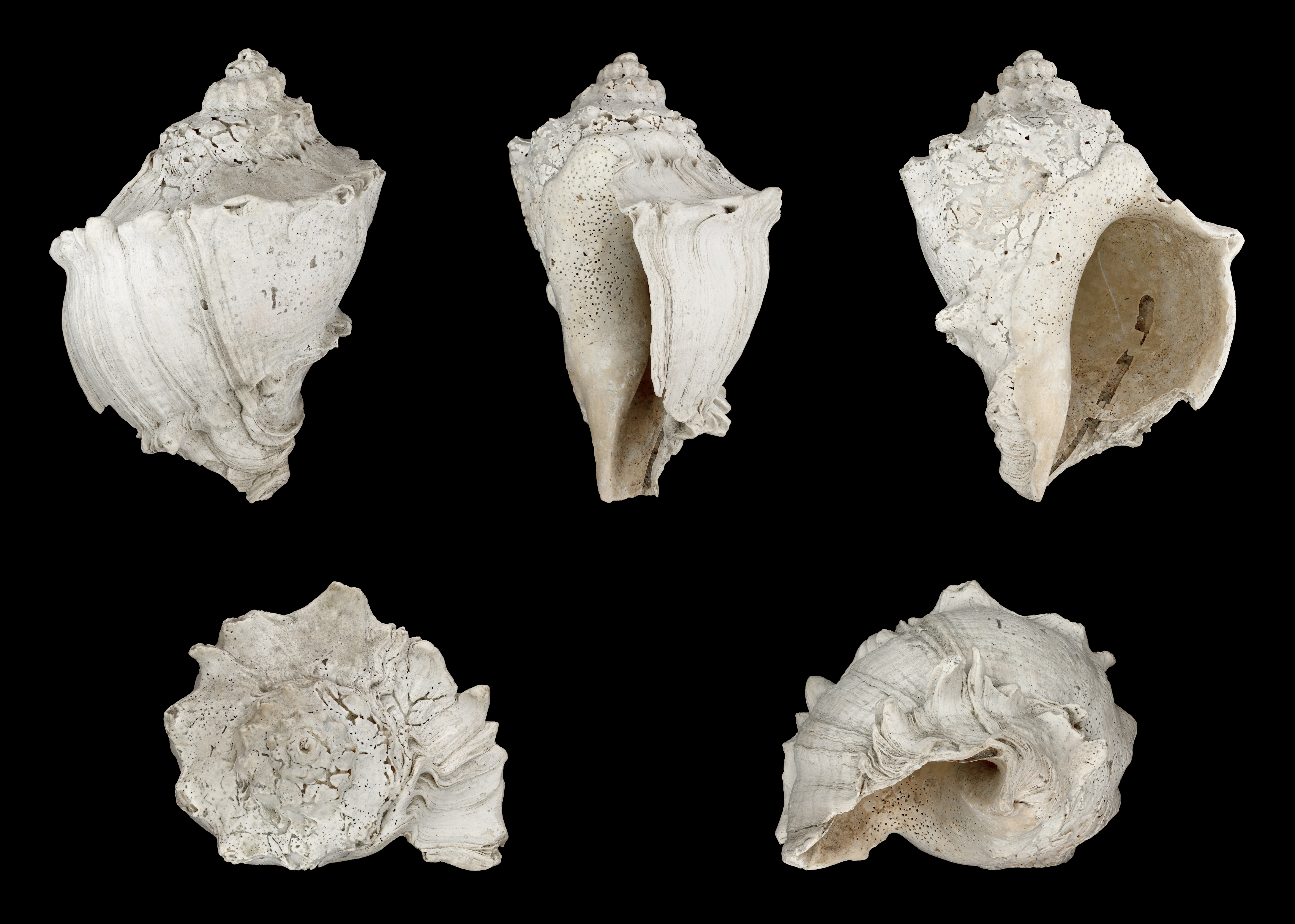
Melongena corona Fossil
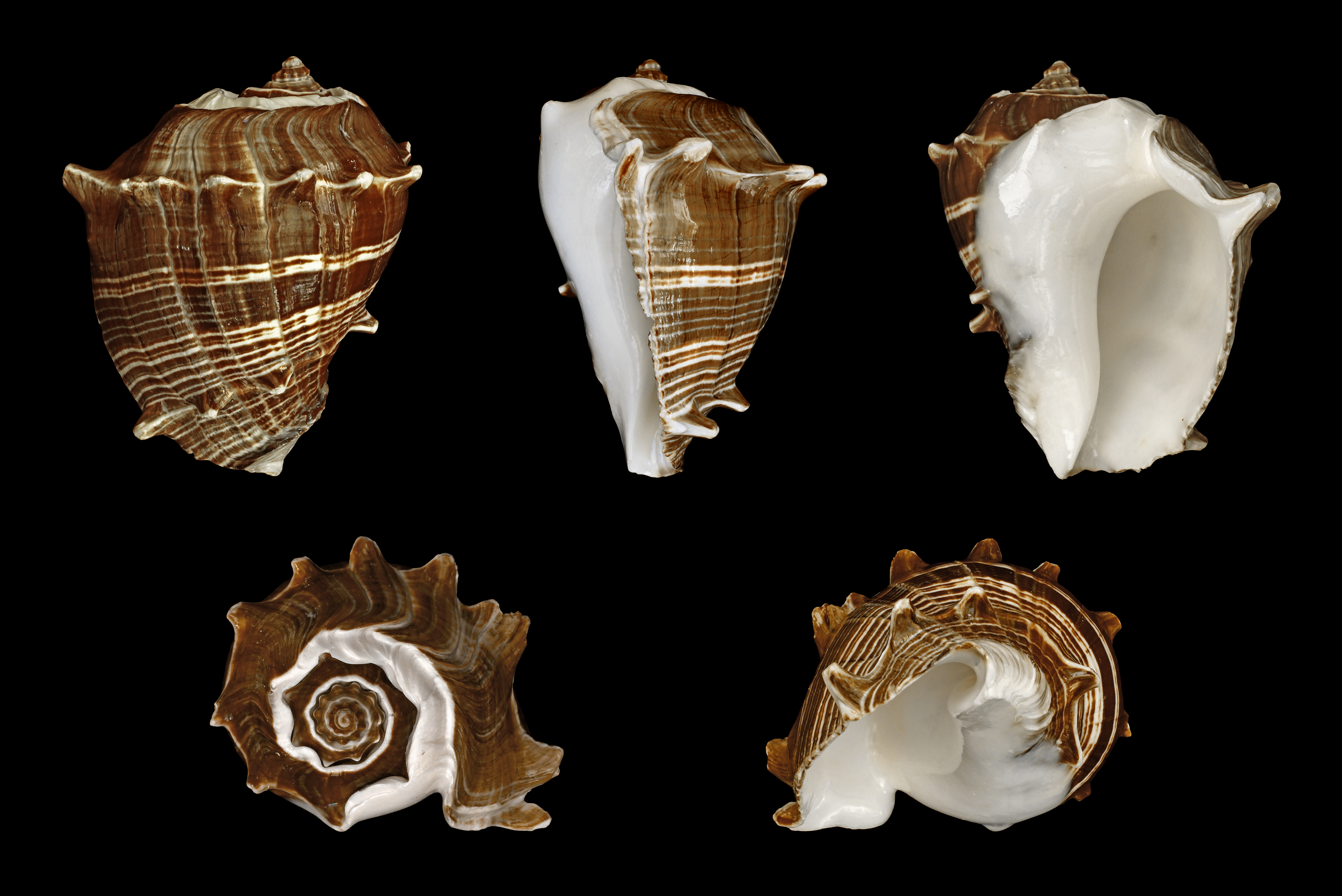
Melongena melongena
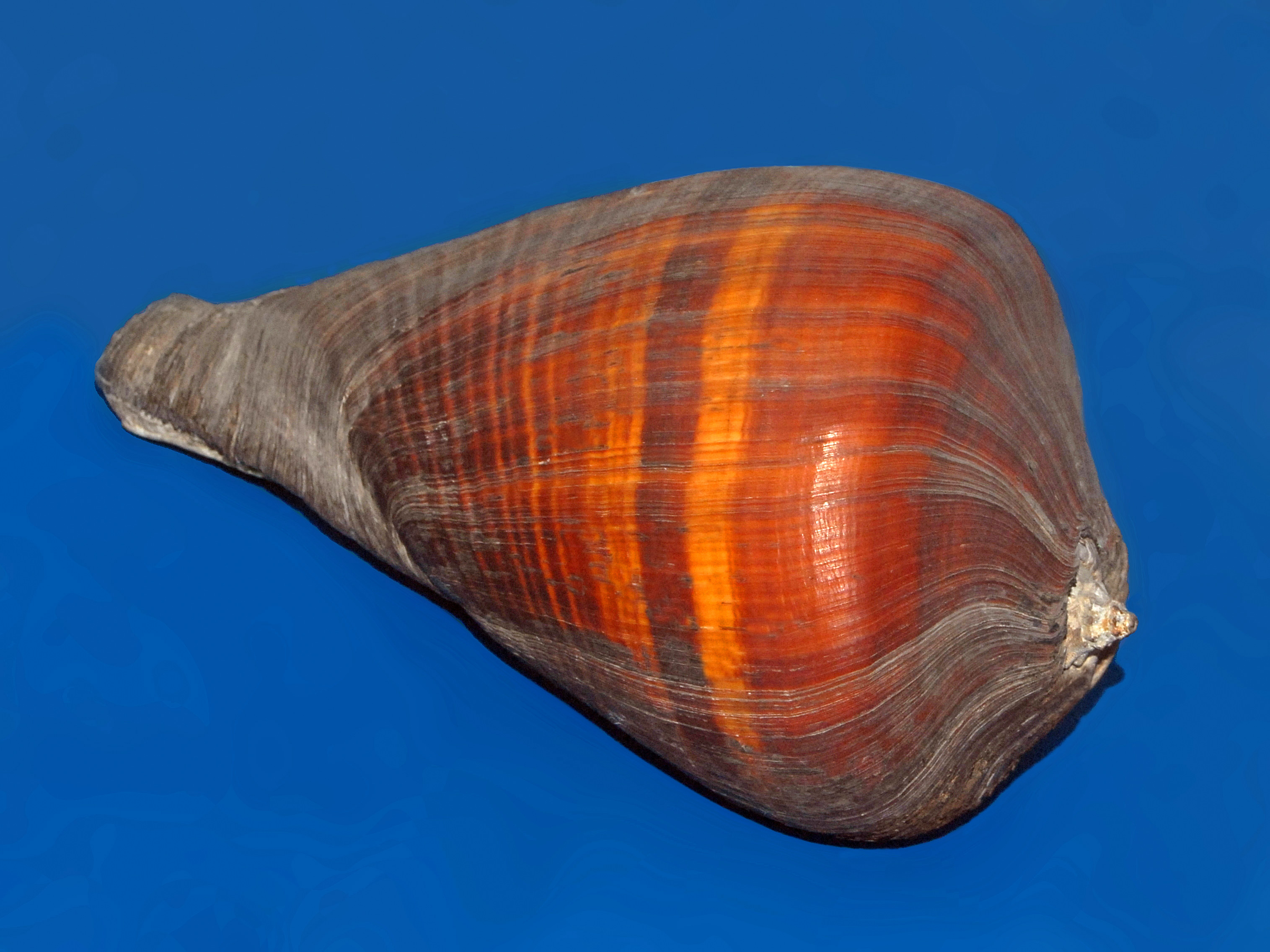
Melongena patula
Melongena sarasotaensis
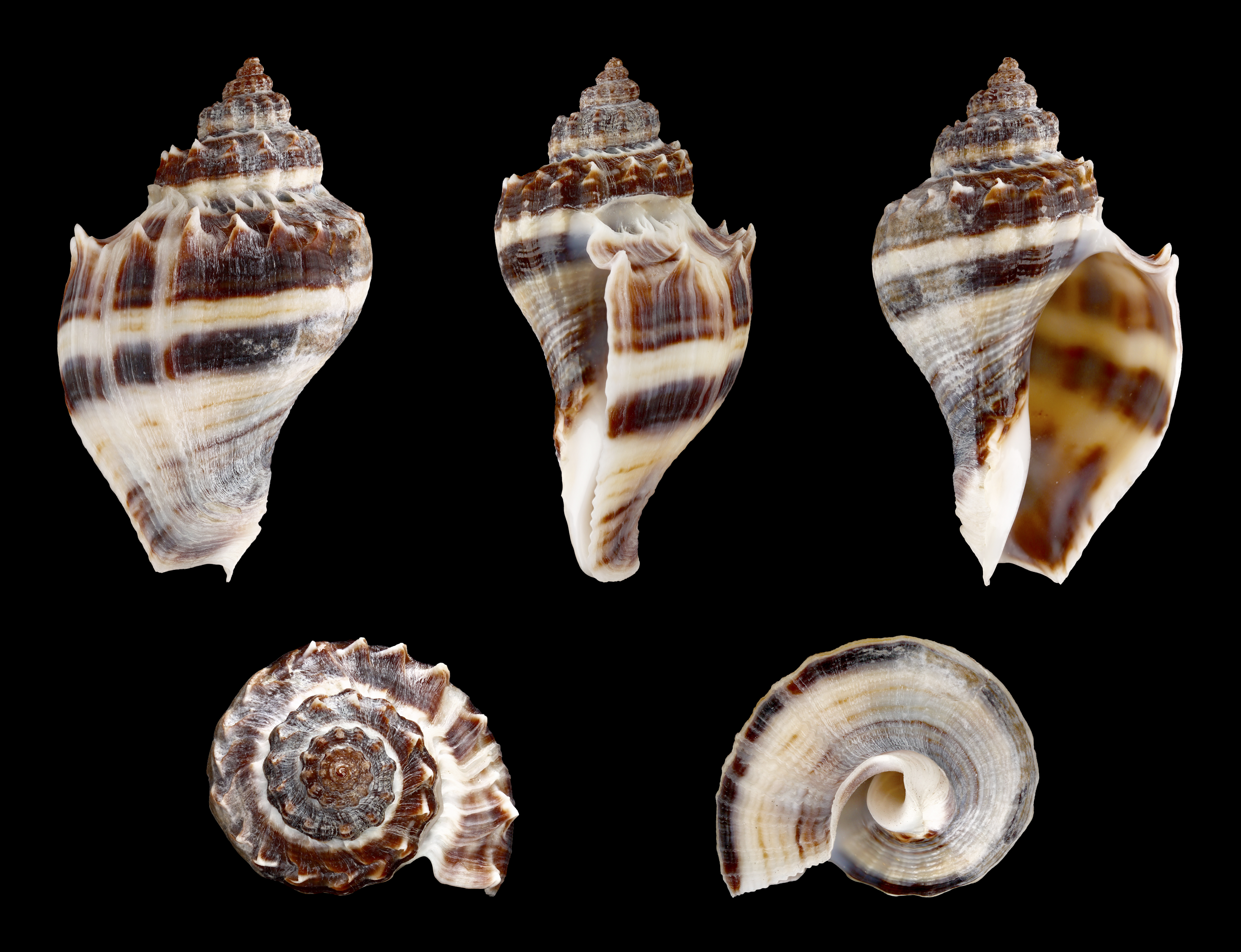
Melongena sprucecreekensis